# Oncaea conifera
Oncaea conifera är en kräftdjursart som beskrevs av Giesbrecht 1891. Oncaea conifera ingår i släktet Oncaea och familjen Oncaeidae. Inga underarter finns listade i Catalogue of Life.